# Acide silicique
Les acides siliciques forment une famille de composés chimiques dont les molécules contiennent un atome de silicium lié à des groupes oxo ou hydroxyle. Les composés de cette famille ont pour formule générale [SiOx(OH)4−2x]n,. Quand on parle de « l'acide silicique » il s'agit de l'acide orthosilicique (cf. ci-dessous).
Plusieurs acides siliciques simples ont été identifiés, mais seulement dans des solutions aqueuses très diluées :
- x = 0, n = 1 : l'acide orthosilicique, de formule H4SiO4 (pKa1 = 9,84, pKa2 = 13,2 à 25 °C), analogue pour le silicium de l'acide orthocarbonique pour le carbone ;
- x = 1/2, n = 2 : l'acide pyrosilicique, de formule H6Si2O7 ;
- x = 1, n = 1 : l'acide métasilicique, de formule H2SiO3, analogue de l'acide carbonique ;
- x = 3/2, n = 2 : l'acide disilicique, de formule H2Si2O5.

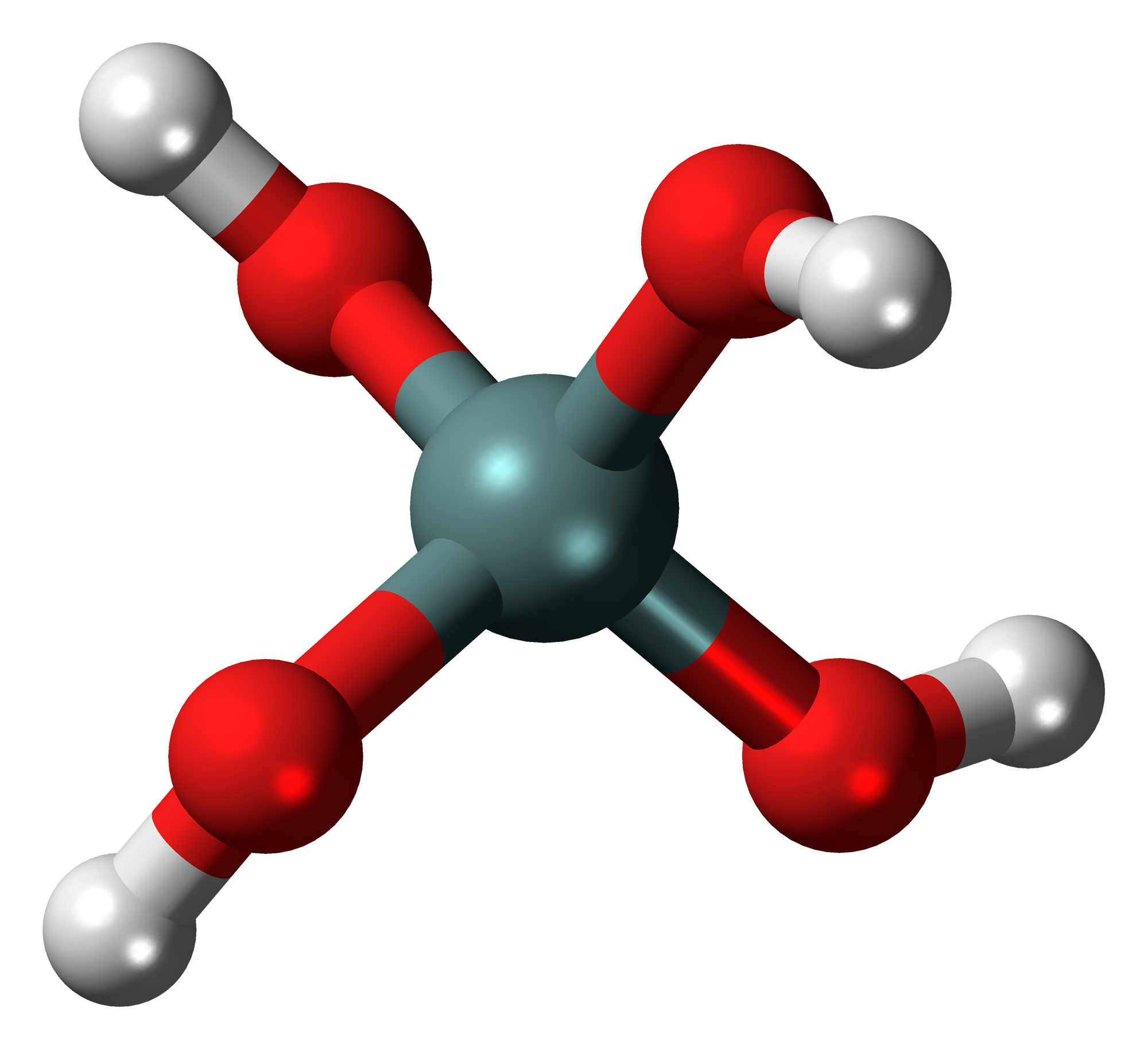
acide orthosilicique
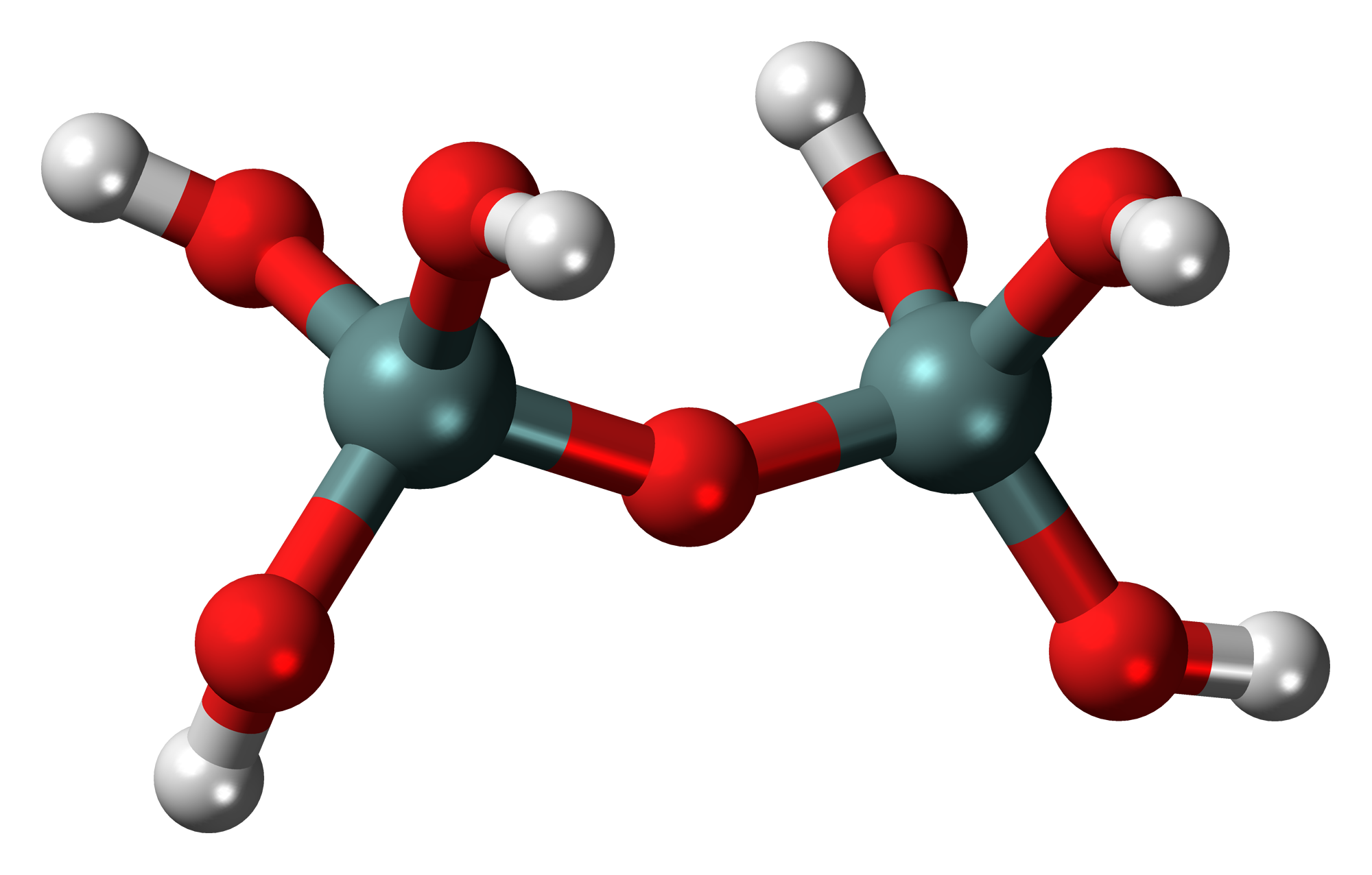
acide pyrosilicique
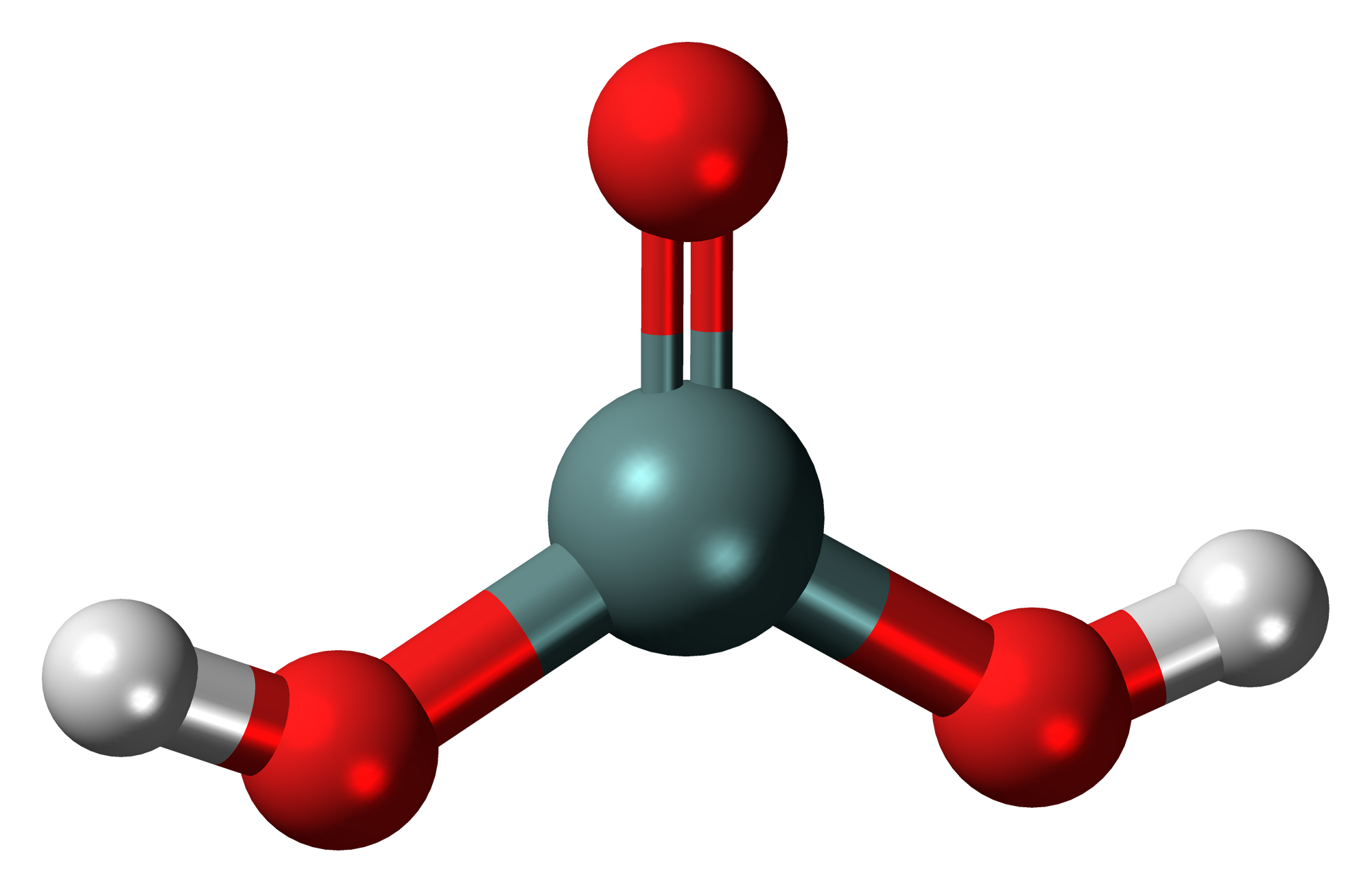
acide métasilicique
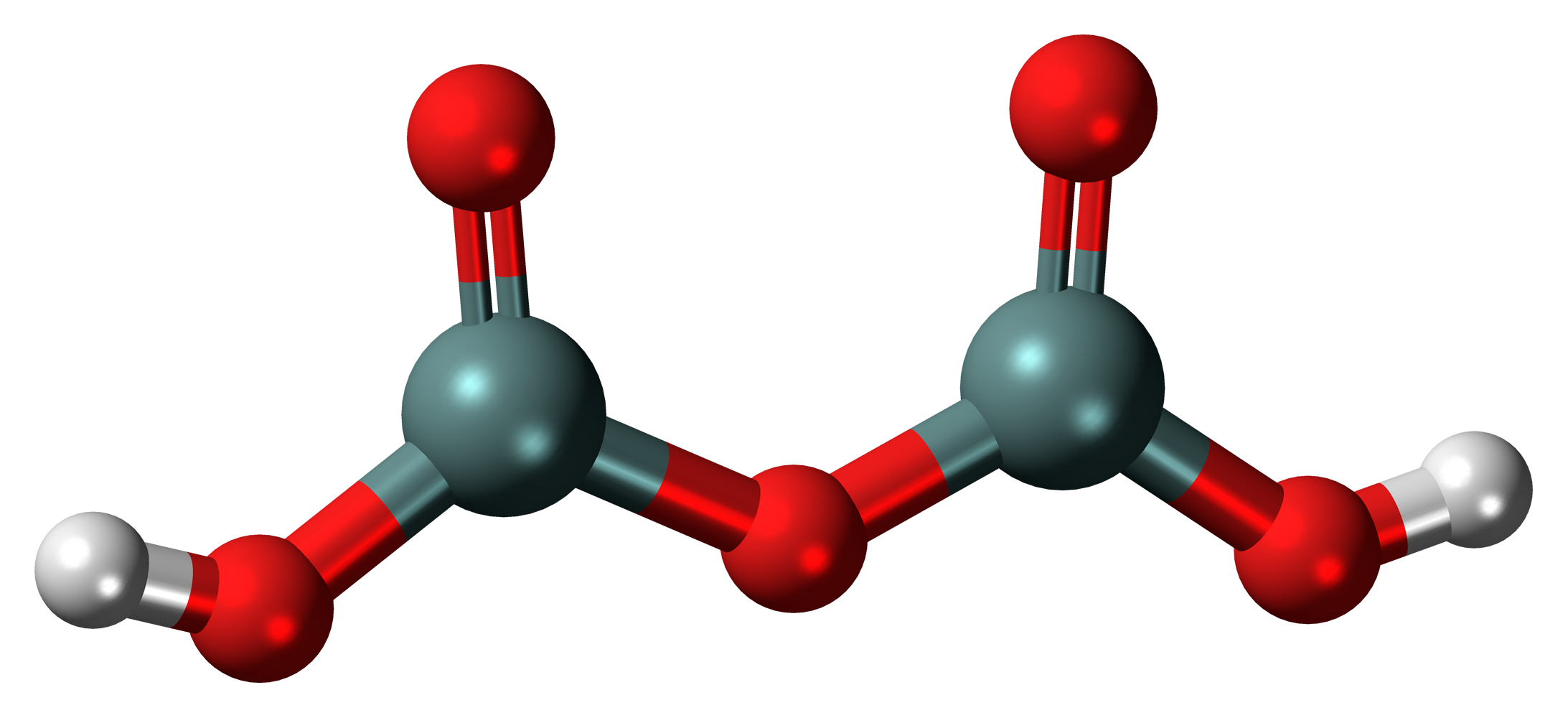
acide disilicique

Cependant, à l'état solide, ces composés se condensent sans doute pour former des acides siliciques polymériques de structure complexe.

## Réactions chimiques
En général, les réactions des acides siliciques sont difficiles à contrôler. La déshydratation partielle en acide métasilicique, par exemple, est difficile car la réaction évolue en général vers la production de dioxyde de silicium et d'eau.

### Réactions acide-base
Comme d'autres silanols, l'acide silicique est un acide faible. Il peut être déprotoné en solution, auquel cas il produit sa base conjuguée, un ion silicate.

## Production
L'acide silicique a été découvert par Jöns Jacob Berzelius entre 1810 et 1836 lors de l'étude du silicium produit par ses expériences. Toutefois, il n'a pas reconnu ce composé comme étant distinct du dioxyde de silicium.

### Hydratation
L'acide silicique naturel est produit par un processus non biologique appelée hydratation, impliquant de l'eau et du quartz, connu pour être habituel sur Terre. La réaction produisant de l'acide silicique à partir de quartz peut être écrite ainsi :
 +  → .
Si les produits sont laissés à l'air, des produits secs[pas clair] se forment.

### Synthèse en laboratoire
L'acide silicique peut être produit par l'acidification de silicate de sodium en solution aqueuse. Le principal problème de l'utilisation d'acide silicique en synthèse chimique est que les acides siliciques peuvent facilement perdre de l'eau pour former de façon aléatoire des polymères de gel de silice, une forme de dioxyde de silicium. Une telle conversion impliquent une condensation.

## Acide silicique océanique

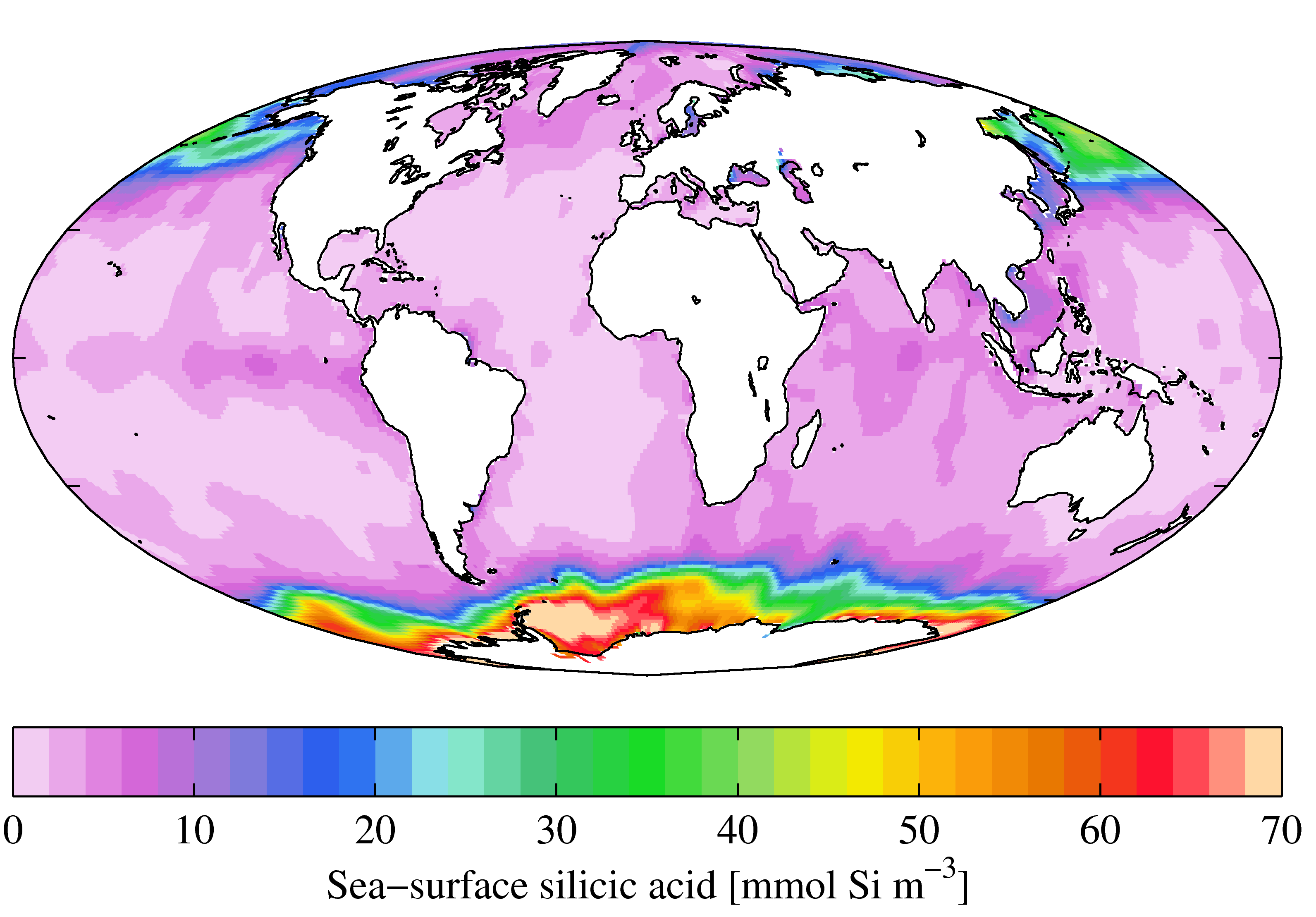
Concentration en acide silicique dans la partie supérieure de la zone pélagique, en 2009.

Le silicium dissous dans l'eau de mer existe principalement sous forme d'acide orthosilicique (H4SiO4).

## Acide silicique et santé
Il a été montré en 2003 que la concentration physiologique d'acide orthosilicique stimule la synthèse du collagène de type 1 et la différenciation ostéoblastique dans des cellules humaines in vitro similaires à des ostéoblastes.
En 2006 et 2008, dans le cadre des recherches sur la corrélation entre la présence d'aluminium dans l'alimentation et la maladie d'Alzheimer, une réduction de l'absorption de l'aluminium dans le système digestif et une augmentation de son excrétion rénale ont été obtenues par l'adjonction d'acide silicique dans la boisson,,.
L'acide orthosilicique stabilisé par la choline est un supplément nutritionnel biodisponible. Des études conduites entre 2005 et 2008 semblent montrer qu'il restaure la texture et la résistance mécanique des cheveux, qu'il réduit la rugosité de la peau et la fragilité des ongles et des cheveux,, empêche partiellement la perte osseuse fémorale chez les rats modèles âgés ayant subi une ovariectomie, augmente la concentration de collagène chez les veaux et a un potentiel effet bénéfique sur la formation de collagène des os chez les femelles ostéopéniques.